# Grmovšek
Grmovšek je priimek v Sloveniji, ki ga je po podatkih Statističnega urada Republike Slovenije na dan 1. januar]ja 2010 uporabljalo 197 oseb in je med vsemi priimki po pogostosti uporabe uvrščen na 2.184 mesto.

## Znani nosilci priimka
- Andrej Grmovšek (*1973), alpinist, naravovarstvenik
- Tanja Grmovšek (*1976), alpinistka, medn. prioznana arboristka (krajinska arhitektka)